# Монтеккьо-Прекальчино
Монтеккьо-Прекальчино (итал. Montecchio Precalcino) — коммуна в Италии, располагается в провинции Виченца области Венето.
Население составляет 4623 человека, плотность населения составляет 330 чел./км². Занимает площадь 14 км². Почтовый индекс — 36030. Телефонный код — 0445.
Покровителями коммуны почитаются святые Вит и Модест, празднование 15 июня.